# Marsilea maheshwarii
Marsilea maheshwarii là một loài dương xỉ trong họ Marsileaceae. Loài này được Gopal mô tả khoa học đầu tiên năm 1968.
Danh pháp khoa học của loài này chưa được làm sáng tỏ. 